# Кандалинцева, Софья Сергеевна
Софья Сергеевна Кандалинцева (31 марта 2003, Боготол, Красноярский край) — российская футболистка, полузащитница и нападающая.

## Биография
Воспитанница спортивной школы г. Боготола и клуба «Рассвет», тренер — Сергей Николаевич Сериков. Становилась победительницей и призёром юниорских региональных соревнований по футболу и мини-футболу, признавалась лучшей защитницей. Входила в юниорскую сборную Красноярского края, победительница зонального этапа первенства России.
Осенью 2020 года перешла в красноярский «Енисей». Дебютный матч в высшем дивизионе России сыграла 31 октября 2020 года против клуба «Рязань-ВДВ», заменив на 84-й минуте Валерию Алёшичеву. Эта игра осталась для неё единственной в первом сезоне.